# Aston (banda)

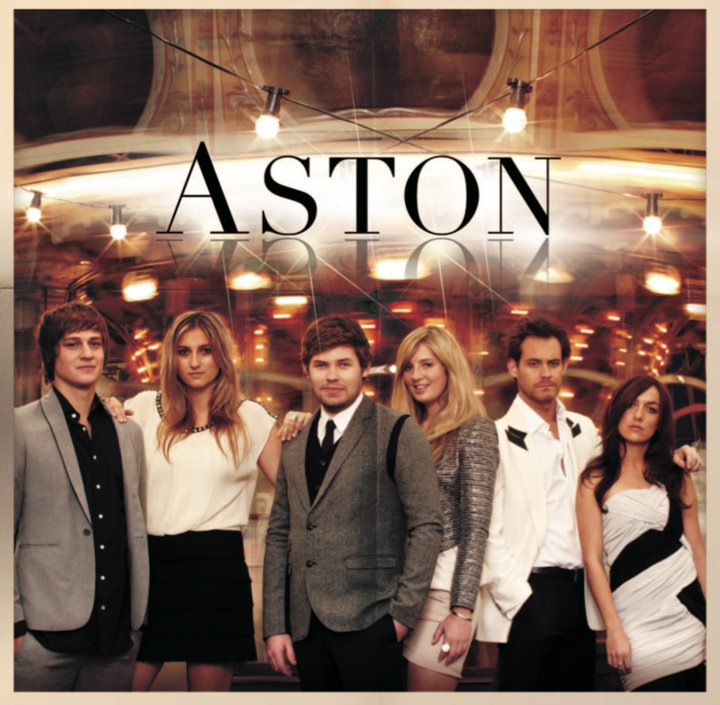
Aston

Aston é um grupo de música clássica australiano formado em Sydney em 2009. É constituída por membros oriundos do Conservatório de Música de Sydney: Eliza Morrison (violino), Michael Bennett (violino), Hanna Oblikov (violoncelo), Will Henderson (guitarra), Ella Jamieson (piano) e Daniel Luscombe (percussão).  Aston assinou contrato com o Warner Music Group  depois de subir uma música de Lady Gaga no You Tube.